# 텐시러브
텐시러브(TENSI LOVE, 영어: Tenuto Switch In Love)는 대한민국의 음악 그룹이다. 2006년 4월 28일 디지털 싱글 My Love로 데뷔하였다. 처음에는 고지후와 황예준의 2인조 그룹이었으나, 2013년부터 황예준이 프로듀싱 담당으로 바뀌고 보컬로 전은수를 영입하면서 현재에 이른다. 2016년 2월 25일 공식 페이스북을 통해 활동 종료를 공지하였다. 한때 소속사는 파스텔뮤직이었다.

## 약력
- 2006년 4월 28일 : 데뷔
- 2011년 7월 4일 : 파스텔뮤직으로 들어감
- 2013년 2월 15일 : 전은수 영입[1]
- 2015년 초 : 파스텔뮤직에서 나옴
- 2016년 2월 25일 : 활동 중단

## 구성원
- 고지후 (보컬)
- 전은수 (보컬)
- 황예준 (프로듀싱)

## 음반 목록
굵은 글씨는 타이틀 곡이다.

### 정규
- Music is Allaround (2007년 10월 30일 발매)

1. Intro
2. Hey now
3. My perfect blue sky
4. Wonderful sky
5. Morning at terrace
6. Edge of infinity
7. My time(fusion_jazz ver.)
8. Style
9. In the rain
10. Psychedelic Monday
11. Don't look back (instrumental)
12. 9 to 5
13. I feel lonely
14. Dear father
15. Outro
16. Hoo-Hoo (bonus track)

- Shine (2011년 9월 29일 발매)

1. Singing Bird
2. SHINE (Korean ver.)
3. Fever! (feat. Yein)
4. Love & Dream
5. Galaxy road
6. La muse
7. Seashore Sunset
8. LA LA LA
9. We can save us
10. TENUTO chill-out
11. SHINE (Japanese ver.) - Bonus Track

### EP
- FLY AWAY (2008년 9월 22일 발매)

1. We want Beat
2. Fly away
3. 마음에 머무르다
4. Hey now[Euro House Remix]
5. Edge of infinity[Club mix]
6. Wonderful sky[Galaxy Express Remix]

- 애니웨이 2번가 (2009년 12월 23일 발매)

1. 애니웨이 2번가 (Anyway 2nd street)
2. 러닝 (Running)
3. White color or Bad color
4. Cake House
5. 디지털에서 태어나다.

- Love Beat (2013년 6월 18일 발매)

1. Love Beat (Feat. 명콤비 TwinZ)
2. Can You Feeling
3. Crystal Night
4. 우리만날까
5. 봄의 아이
6. 아직도 난, 머물러 있습니다. (Feat. 백청강)
7. Love Beat (Inst.)
8. Can You Feeling (Inst.)
9. Crystal Night (Inst.)
10. 우리만날까 (Inst.)
11. 봄의 아이 (Inst.)
12. 아직도 난, 머물러 있습니다. (Inst.)

### 싱글
- MY TIME (2006년 4월 28일 발매)

1. Hoo-Hoo ..
2. My Time
3. My Time (Club-Bossa Version)
4. Far Away (Inst. 멀리떨어져 있어도)

- Can You Feeling (2013년 5월 24일 발매)

1. Can You Feeling

- Free My Free (2015년 4월 24일 발매)

1. Free My Free

- My Day (2015년 6월 17일 발매)

1. My Day (House Ver.)
2. My Day (Modern Rock Ver.)
3. My Day (House Ver.) (Inst.)
4. My Day (Modern Rock Ver.) (Inst.)

## 사진

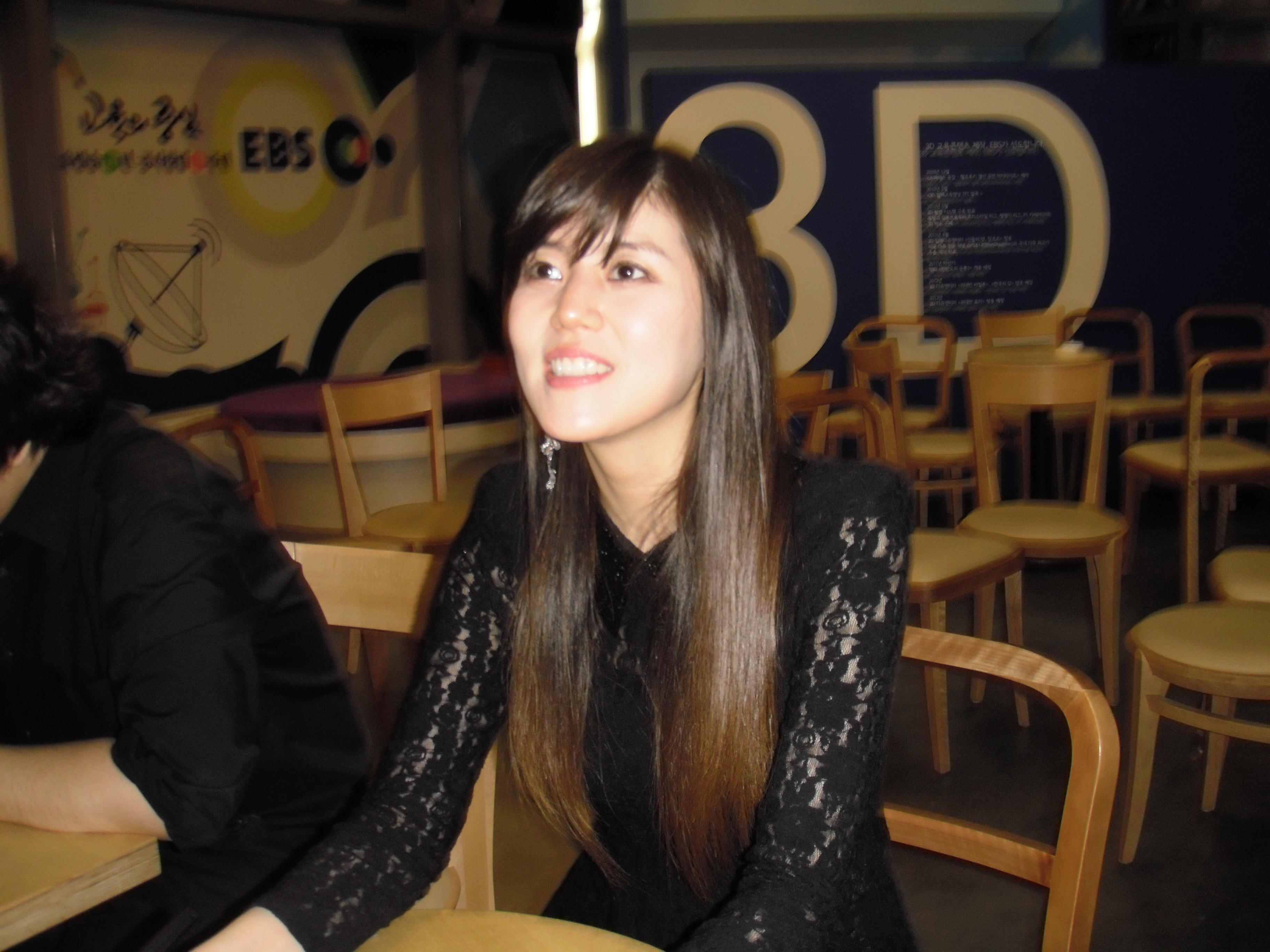
보컬 고지후
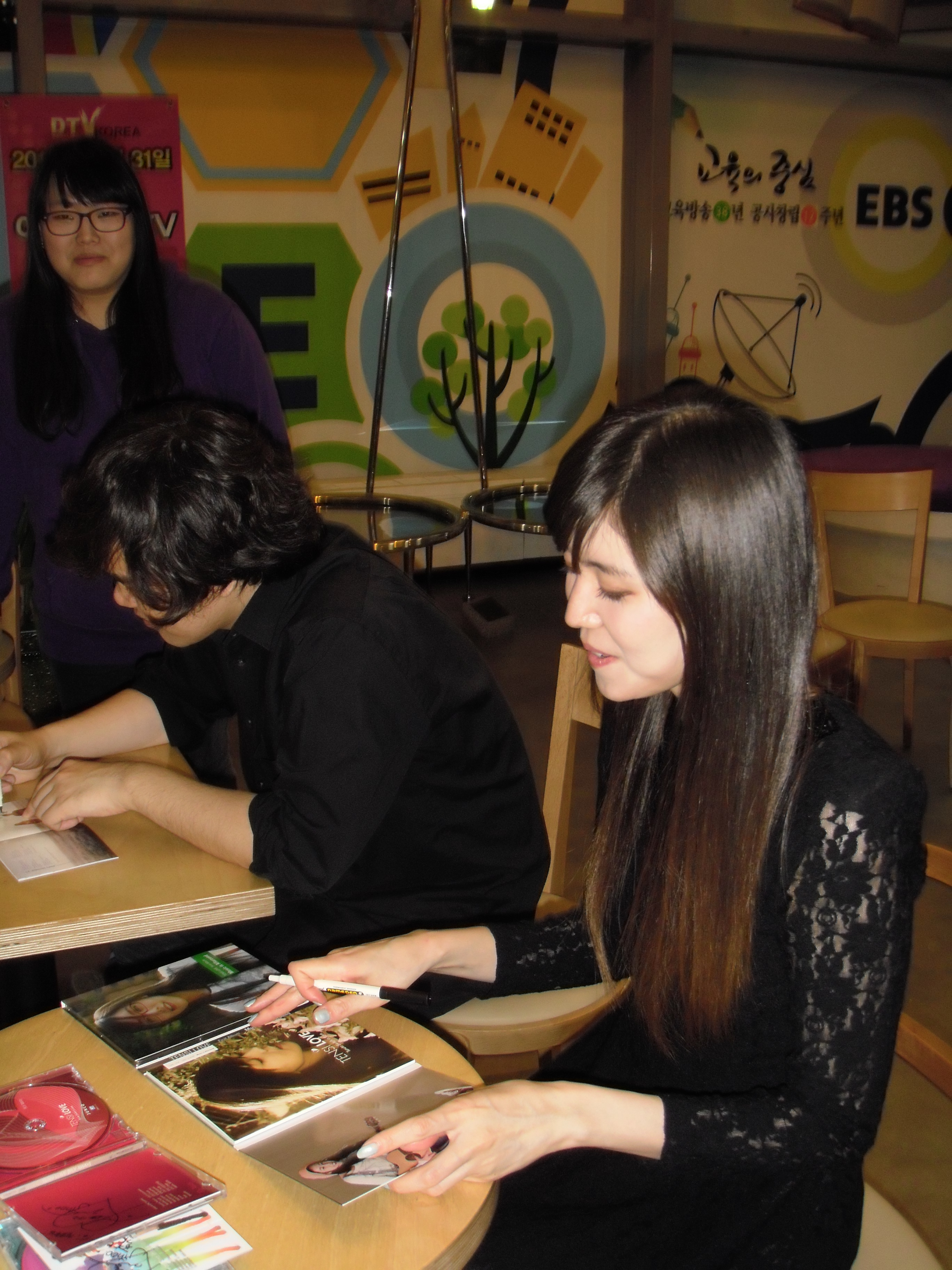
보컬 고지후
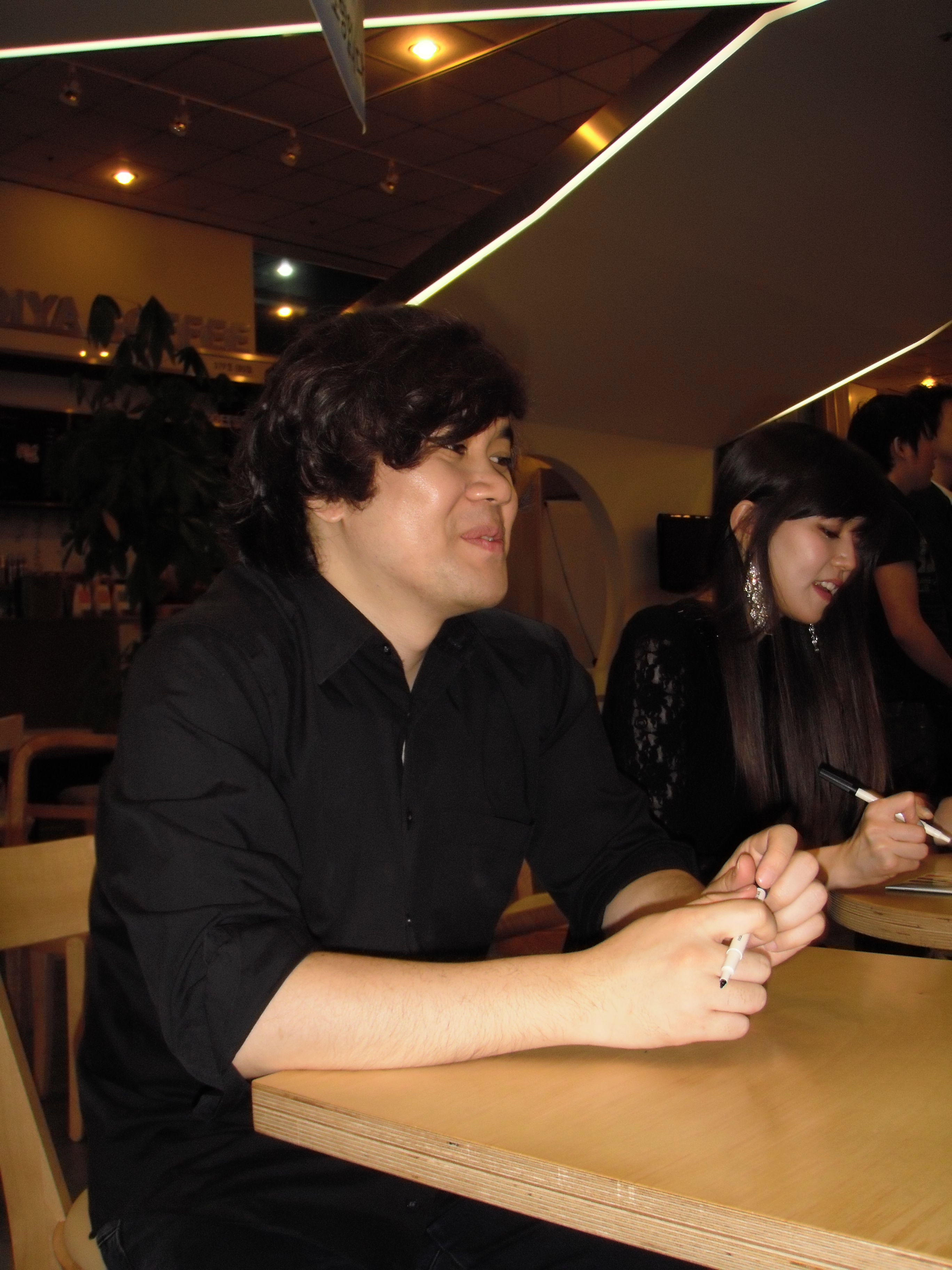
프로듀서 황예준
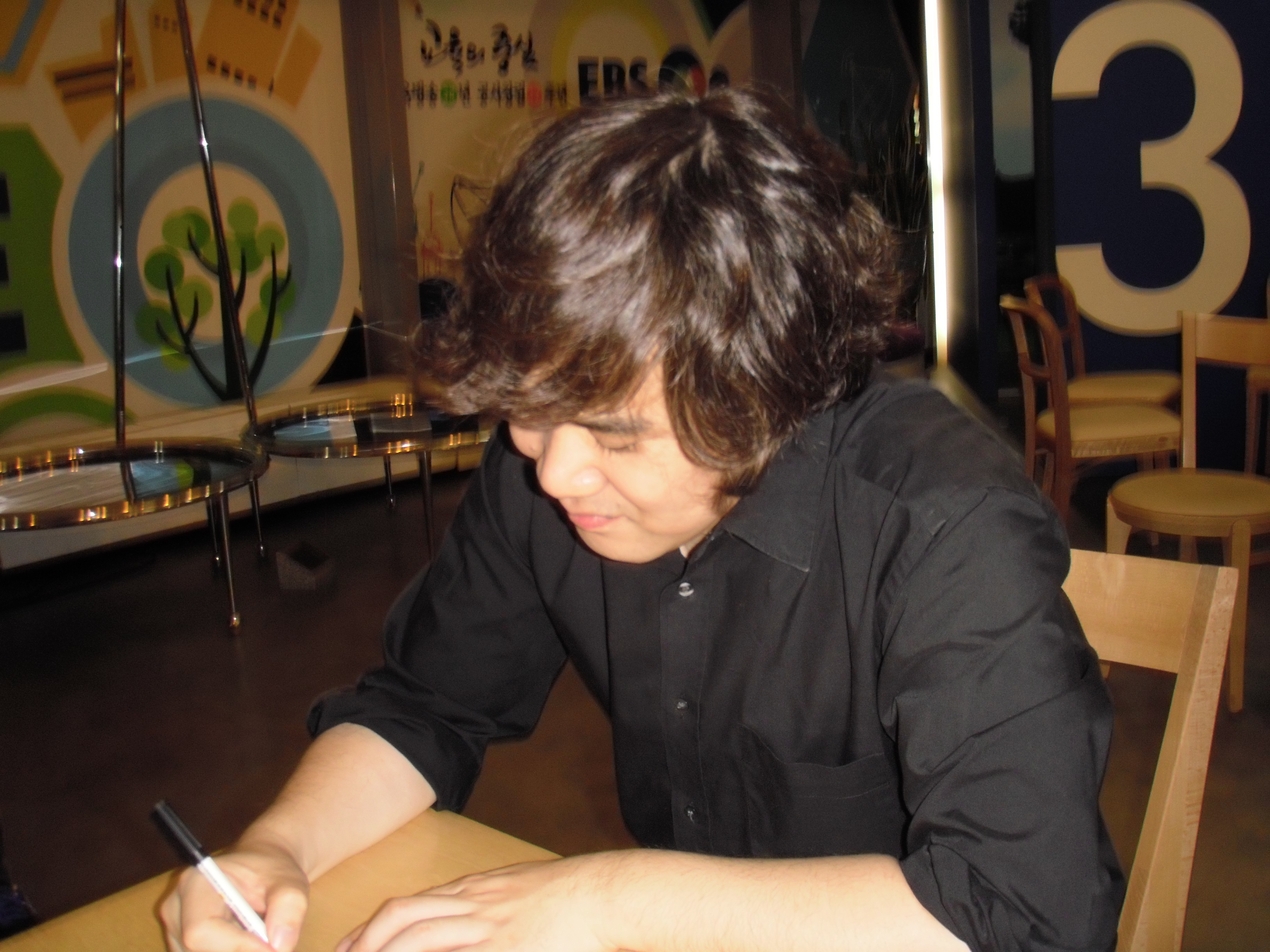
프로듀서 황예준